# Црква Рођења Светог Јована Крститеља у Шипову
Црква Рођења Светог Јована Крститеља је храм Српске православне цркве који се налази у Шипову у Републици Српској, БиХ и припада бихаћко-петровачкој епархији. Крсна слава цркве је рођење Светог Јована Претече и обележава се 7. јула.

## Историјат
Изградња цркве Рођења Светог Јована Крститеља у Шипову почела је 1923. године, а тотална изградња завршена је 1925. године. Кроз своју историју, храм је више пута оскрнављен за време окупације и ратова у Босни и Херцеговини. Након првог скрнављења, обнова храма почела је 1986. године, а храм је у потпуности реновиран до лета 1994. године, када га је чином троносања освештао епископ бихаћко-петровачки Хризостом Јевић у јеку рата у Босни и Херцеговини, 31. јула 1994. године. Недуго након комплетне санације храма, приликом окупације Шипова 12. септембра 1995. године, храм је тешко девастиран и више пута миниран од стране регуларне војске Републике Хрватске и ХВО-а. Након завршетка рата у Босни и Херцеговини, повратком Срба у своја огњишта фебруара 1996, почела је да се рађа идеја о обнови храма Рођења Светог Јована Крститеља. Због лоше финансијске ситуације, обнова храма извршена је тек 2004. године, који је поново освештао епископ бихаћко-петровачки Хризостом Јевић, 7. јула 2004. године. Након освештења на цркви се кренуло са изградњом припрате, која је у потпуности изграђена до 2007. године. Благослов за изградњу припрате на цркви Рођења Светог Јована Крститеља дао је епископ бихаћко-петровачки Хризостом Јевић. Од тада све до данас, црква је отворена за све вернике и у њој се врше редовна богослужења.